# NGC 5958
NGC 5958 é uma galáxia espiral (Sc) localizada na direcção da constelação de Corona Borealis. Possui uma declinação de +28° 39' 19" e uma ascensão recta de 15 horas, 34 minutos e 49,1 segundos.
A galáxia NGC 5958 foi descoberta em 11 de Abril de 1785 por William Herschel.